# Lago Große Karausche
El lago Große Karausche (en alemán: Große Karausche) es un lago situado en el distrito de Schwerin, en el estado de Mecklemburgo-Pomerania Occidental (Alemania), a una altitud de 38 metros; tiene un área de 1.7 hectáreas.